# Melanconis xanthostroma
Melanconis xanthostroma är en svampart som först beskrevs av Mont. & Fr., och fick sitt nu gällande namn av Joseph Schröter 1897. Melanconis xanthostroma ingår i släktet Melanconis och familjen Melanconidaceae.   Inga underarter finns listade i Catalogue of Life.